# Rebel Morrow
Rebel Morrow (née le 30 mars 1977 à Kilcoy) est un cavalière australienne de concours complet.
Elle participe aux Jeux olympiques d'été de 2004 à Athènes, où elle finit onzième de l'épreuve individuelle et sixième de l'épreuve par équipes.